# Yoshinoya

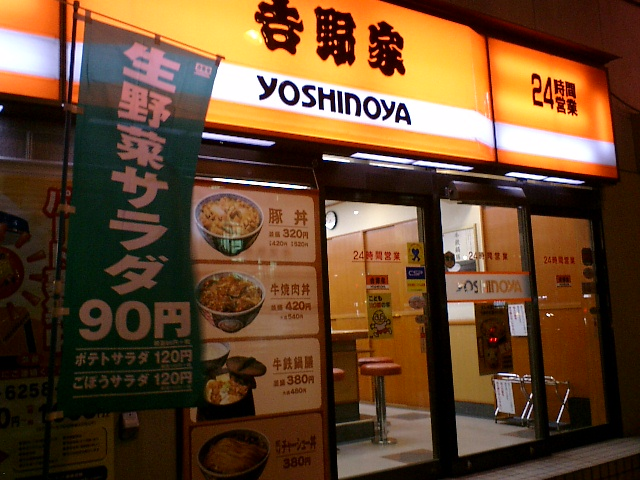
Filiale in Osaka

K. K. Yoshinoya (japanisch 株式会社吉野家 kabushiki-gaisha Yoshinoya) ist eine japanische Schnellrestaurantkette, die 1899 in Nihonbashi, Tokio gegründet wurde.

## Unternehmen
Yoshinoya ist der größte Gastronomieanbieter, der sich auf Gyūdon spezialisiert hat, und gleichzeitig auch eine der größten Ketten in Japan überhaupt. Das Motto des Unternehmens lautet „günstig, schnell, lecker“. In Asien und dem Pazifikraum besitzt Yoshinoya über 700 Restaurants. Die Kette ist vertreten in Japan, der Volksrepublik China, Taiwan, Singapur, Malaysia, Thailand, Hongkong und Australien. Das erste Restaurant außerhalb Japans wurde 1979 in den USA in Los Angeles eröffnet. Inzwischen betreibt Yoshinoya bereits über 1000 Restaurants.